# Montesa
Montesa é um município da Espanha na província de Valência, Comunidade Valenciana. Tem 48,1 km² de área e em 2021 tinha 1 149 habitantes (densidade: 23,9 hab./km²).

## Demografia
| Variação demográfica do município entre 1991 e 2004 | Variação demográfica do município entre 1991 e 2004 | Variação demográfica do município entre 1991 e 2004 | Variação demográfica do município entre 1991 e 2004 |
| --------------------------------------------------- | --------------------------------------------------- | --------------------------------------------------- | --------------------------------------------------- |
| 1991                                                | 1996                                                | 2001                                                | 2004                                                |
| 1269                                                | 1260                                                | 1348                                                | 1400                                                |